# Bickram Ghosh

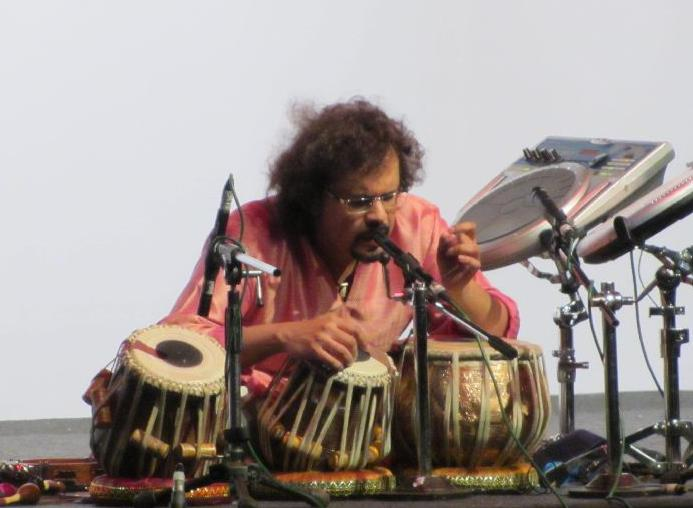
Bickram Ghosh, 2012

Bickram Ghosh (Bikram Ghosh; * 20. Oktober 1966 in Kolkata) ist ein indischer Tablaspieler.

## Leben
Der Sohn das Tablaspielers Shankar Ghosh und der Sängerin Sanjukta Ghosh erwarb nach dem Besuch der La Martiniere Calcutta und des St. Xavier's College den Mastergrad in englischer Literatur an der Jadavpur University. Seine Ausbildung als Tablaspieler erhielt er von seinem Vater, später auch von S. Sekhar.
Auf dem Gebiet der klassischen indischen Musik arbeitete er u. a. mit Ali Akbar Khan, Amjad Ali Khan und Shivkumar Sharma zusammen und war mehr als zehn Jahre ein fester Begleitmusiker von Ravi Shankar. Ab 2001 leitete er die Gruppe Rhythmscape, die zum zehnten Jahrestag ihres Bestehens Konzerte in Kalkutta und Mumbai mit dem amerikanischen Weltmusikperkussionisten Greg Ellis gab. Ihr Album Transformation wurde 2012 mit dem Indian Recording Arts Award als Best Fusion Album ausgezeichnet.
Mit dem Folksänger Papon aus Assam und der schottischen Sängerin Rachel Sermanni bildete er die Gruppe Troikala, mit den Sängern Ambarish Das und Parvati Kumar, dem Keyboarder Indrajit Dey und dem Schlagzeuger Arun Kumar die Gruppe Sufusion. Als Musikdirektor arbeitete er an fünfundvierzig Filmen mit. Mit Sonu Nigam komponierte er die Musik für den Film Jal. Insgesamt veröffentlichte er mehr als 200 Alben und wurde viermal mit dem GIMA (Global Indian Music Award) ausgezeichnet. 2012 erhielt er den Banga Bushan, den zweithöchsten zivilen Orden Westbengalens, 2016 den Sangeet Maha Samman, die höchste musikalische Auszeichnung Westbengalens.

## Diskographie
- Transformation
- Tagore Lounge
- Talking Drums: Masters of Percussion
- Blazing Drums
- Tablasphere
- White Note
- Electro Classical
- Decade of Great Fusion 2000–2009
- Journey with the Master Percussionists of India
- The Kingdom of Rhythm
- Folktail
- Interface (mit Rahul Sharma)
- Beyond Rhythmscape
- Drum Invasion
- Pulsating Drums (mit Zakir Hussain, Taufiq Quereshi)
- Rhythmscape
- Best of Swar Utsav
- Definitive Collection – Rhythm & Zen
- Drums of India: Father and Son
- Pride of Bengal – Pandit Shankar Ghosh and Bickram Ghosh
- Drumscape
- Tabla Odyssey
- Language of Rhythm: Drumming From North & South India
- Talking Tabla
- The Very Best of Ravi Shankar
- Crossroads
- Musical Horizon
- Raag Rageshri
- Rise
- A Spiritual Journey